# (13226) Soulié
13226 Soulie (1997 SH) – planetoida z pasa głównego asteroid okrążająca Słońce w ciągu 5,12 lat w średniej odległości 2,97 j.a. Odkryta 20 września 1997 roku.